# John Lewis (pianista)
John Aaron Lewis (La Grange, 3 maggio 1920 – New York, 29 marzo 2001) è stato un pianista jazz statunitense.
Lewis fu spesso paragonato a Duke Ellington per la capacità di valorizzare ogni singola voce all'interno del suo Modern Jazz Quartet, unendo la libertà espressiva e improvvisativa dei singoli musicisti da una parte ai canoni fissi scritti a base delle composizioni. Lewis riuscì a tenere unita la sua formazione per decenni suonando una musica che poco accoglieva delle allora recenti influenze jazzistiche, così proprio come fece Ellington, tanto che la descrizione dell'evoluzione della musica afro-americana potrebbe prescindere dal loro contributo, sebbene entrambi diedero un altissimo contributo di qualità al mondo jazzistico.

## Biografia
Nato a La Grange, sobborgo di Chicago, cresce in una famiglia borghese, ad Albuquerque , nel Nuovo Messico, dove si era trasferito con la famiglia. In quella zona, non esistevano grosse tensioni razziste nei riguardi della comunità nera. Lo stesso Lewis ricorda che erano gli indiani e i messicani a passarsela male in quella zona, e non i neri. Ebbe la possibilità di compiere buoni studi, dedicandosi sia alla musica che alle scienze umane. Si sarebbe laureato in Antropologia all'università del Nuovo Messico se non fosse stato chiamato alle armi nel 1942 e mandato sui fronti di guerra in Europa. In Normandia in quel periodo conobbe Kenny Clarke. Al ritorno dalla guerra non riprese gli studi universitari e si dedicò completamente allo studio della musica. Si trasferì a New York nel 1946 per seguire gli studi alla Manhattan School of Music. L'incontro più importante in quel periodo fu con il trombettista Dizzy Gillespie, che gli propose di scrivere degli arrangiamenti (da cui nacque l'emblematica Two bass hit) fino a prendere il posto di Thelonious Monk come pianista nella sua orchestra. Assieme a  Kenny Clarke e Gillespie girò tutti gli Stati Uniti d'America e mezza Europa, approfondendo contemporaneamente lo studio del pianoforte classico, l'esperienza di arrangiatore e quella di compositore. Nel 1952, con il vibrafonista Milton Jackson il contrabbassista Percy Heath, il batterista Kenny Clarke, fondò il Modern Jazz Quartet, tra i gruppi più importanti della storia della musica afro-americana. Kenny Clarke fu sostituito nel 1955 da Connie Kay. Il famoso gruppo, proprio grazie alla personalità di Lewis, era fortemente caratterizzato da uno stile inconfondibile e particolarmente raffinato, che trasformava e filtrava sapientemente le caratteristiche blues della musica afro-americana con quelle della tradizione colta europea.

## Discografia
- The Modern Jazz Society Presents a Concert of Contemporary Music (Norgran, 1955)
- Grand Encounter (Pacific Jazz, 1956) - with Bill Perkins, Jim Hall, Percy Heath & Chico Hamilton
- Afternoon in Paris (Atlantic, 1957) - with Sacha Distel
- The John Lewis Piano (Atlantic, 1957)
- European Windows (RCA Victor, 1958)
- Improvised Meditations and Excursions (Atlantic, 1959)
- Odds Against Tomorrow (Soundtrack) (United Artists, 1959)
- The Golden Striker (Atlantic, 1960)
- The Wonderful World of Jazz (Atlantic, 1960)
- Jazz Abstractions (Atlantic, 1960) - with Gunther Schuller and Jim Hall
- Original Sin (Atlantic, 1961)
- A Milanese Story (Soundtrack) (Atlantic, 1962)
- European Encounter (Atlantic, 1962) - with Svend Asmussen
- Animal Dance (Atlantic, 1962 [1964]) - with Albert Mangelsdorff
- Essence (Atlantic, 1960–62) - music composed and arranged by Gary McFarland
- P.O.V. (Columbia, 1975)
- Statements and Sketches for Development (CBS, 1976)
- Sensitive Scenery (Columbia, 1977)
- Helen Merrill/John Lewis (Mercury, 1977) with Helen Merrill
- Mirjana (Ahead, 1978) featuring Christian Escoudé
- An Evening with Two Grand Pianos (Little David, 1979) with Hank Jones
- Piano Play House (Toshiba, 1979) with Hank Jones
- Duo (Eastworld, 1981) with Lew Tabackin
- Kansas City Breaks (Finesse, 1982)
- Slavic Smile (Baystate, 1982) with the New Jazz Quartet
- Preludes and Fugues from the Well-tempered Clavier Book 1 (1984, Philips)
- The Bridge Game (1984, Philips)
- The Chess Game Volume 1 (1990, Polygram)
- The Chess Game Volume 2 (1990, Polygram)
- Private Concert (1991, EmArcy)
- Evolution (Atlantic, 1999)
- Evolution II (Atlantic, 2000)